# Duse (film)
Duse è un film del 2025 diretto da Pietro Marcello sull'ultima parte della vita e carriera di Eleonora Duse (1858–1924), interpretata da Valeria Bruni Tedeschi.

## Produzione
Le riprese sono cominciate il 4 marzo 2024 a Viterbo.

## Promozione
Il trailer del film è stato pubblicato online il 5 agosto 2025.

## Distribuzione
Il film sarà presentato in anteprima il 3 settembre 2025 all'82ª Mostra internazionale d'arte cinematografica di Venezia. Sarà distribuito nelle sale cinematografiche italiane da PiperFilm a partire dal 18 settembre 2025.

## Riconoscimenti
- 2025 - Mostra internazionale d'arte cinematografica[4]
  - In concorso per il Leone d'oro